# 5+5-Dialog
Als 5+5-Dialog wird eine informelle Serie jährlicher zwischenstaatlicher Konferenzen der Anrainerstaaten des westlichen Mittelmeers bezeichnet. Seit 1990 sind in ihm fünf Staaten der Nordseite 
- Portugal,  Spanien,  Frankreich,  Italien und  Malta (inzwischen allesamt Mitgliedsstaaten der EU)

und fünf Staaten der Südseite des Mittelmeers 
- Marokko,  Algerien,  Tunesien,  Libyen und  Mauretanien vereinigt.

Seit 1990 fanden sieben Konferenzen des 5+5-Dialogs statt, zwischen 1992 und 2000 war er aufgrund der internationalen Sanktionen gegen Libyen unterbrochen. Die für Dezember 2006 in Marokko geplante Konferenz wurde schließlich abgesagt.
Die Konferenzen werden jährlich von einem anderen Partnerland organisiert und finden im Allgemeinen auf Außenministerebene statt. Lediglich eine Konferenz in Tunesien im Dezember 2003 wurde auf der Ebene der Staats- und Regierungschefs der Teilnehmerstaaten ausgetragen. 
Im Laufe der Zeit begann der 5+5-Dialog auch Konferenzen von Ministern anderer Geschäftsbereiche zu organisieren, mit dem Ziel, informell und flexibel Anstöße zur zwischenstaatlichen Kooperation zu geben. Seit 1995 finden daher regelmäßige Innenministerkonferenzen statt, seit 2002 Konferenzen der für Migration zuständigen Minister, seit 2003 Treffen der Parlamentspräsidenten der Teilnehmerstaaten, seit 2004 Konferenzen der Verteidigungsminister, seit 2006 der für Tourismus zuständigen Minister und seit 2007 der Verkehrsminister.
Der 5+5-Dialog ist eines der ältesten und am wenigsten formalisierten Elemente der europäisch-nordafrikanischen Kooperation. Seit 1994 existiert darüber hinaus das ebenfalls informelle Mittelmeer-Forum, das nicht Mauretanien und Libyen, dafür aber auch die östlichen Mittelmeeranrainerstaaten Griechenland, Türkei und Ägypten umfasst. 1995 wurden die Beziehungen der EU mit sämtlichen Mittelmeeranrainerstaaten (außer Libyen) in der euro-meditarranen Partnerschaft organisiert, die 2008 in die Union für das Mittelmeer überführt wurde. Seit 2004 wurden diese Staaten außerdem in die Europäische Nachbarschaftspolitik integriert.